# Giovanni Lajolo
Giovanni Lajolo (Novara, 3. siječnja 1935.) talijanski je kardinal i bivši predsjednik Papinske komisije za državu Vatikan i predsjednik Guvernatorata države Vatikan.

## Vanjske poveznice
- Lajolo Card. Giovanni. Holy See Press Office. Inačica izvorne stranice arhivirana 19. rujna 2016. Pristupljeno 3. prosinca 2017.